# Панування в повітрі

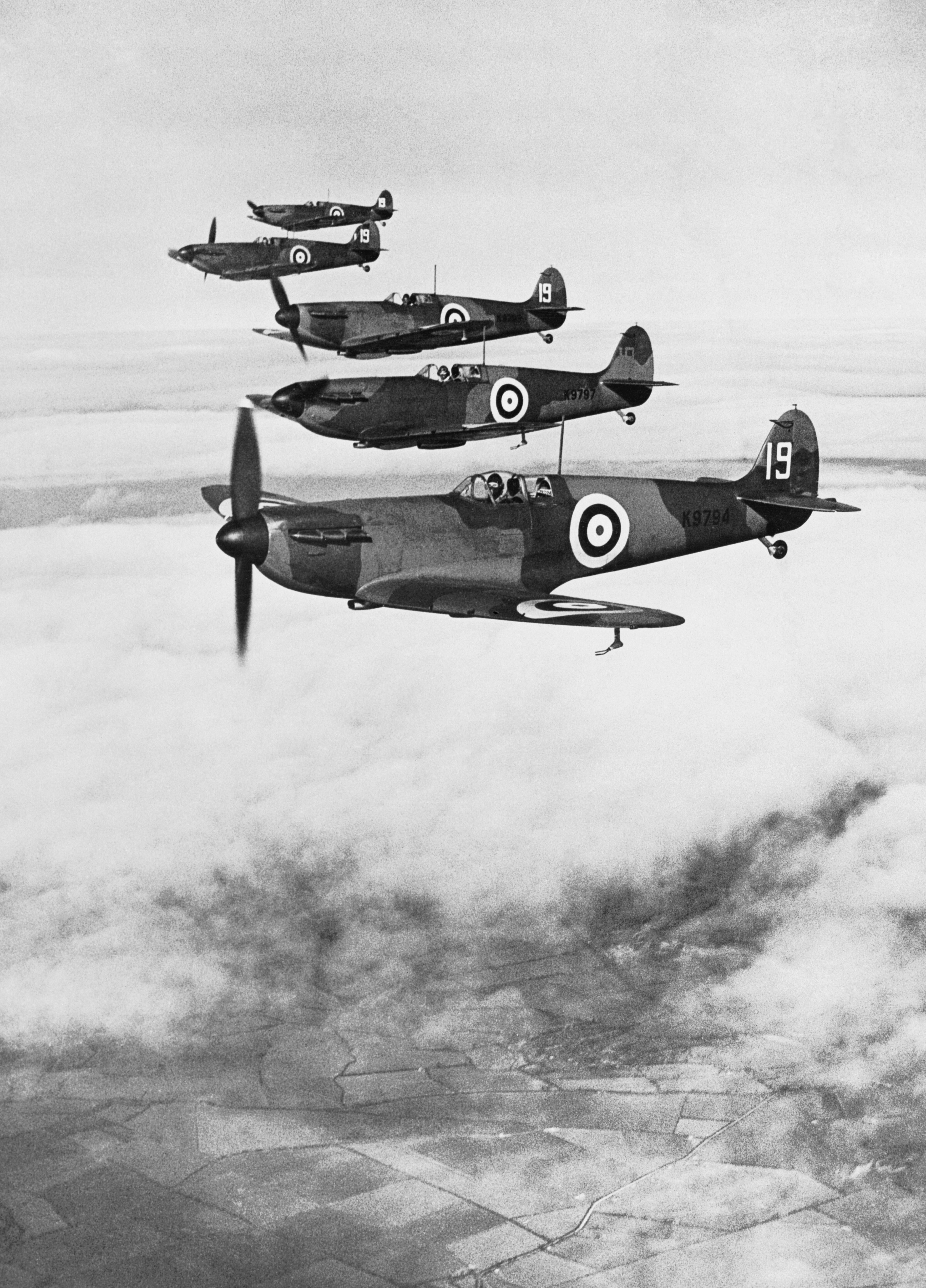
Винищувачі Royal Air Force Supermarine Spitfire в ході битви за Британію в боротьбі за панування в повітрі

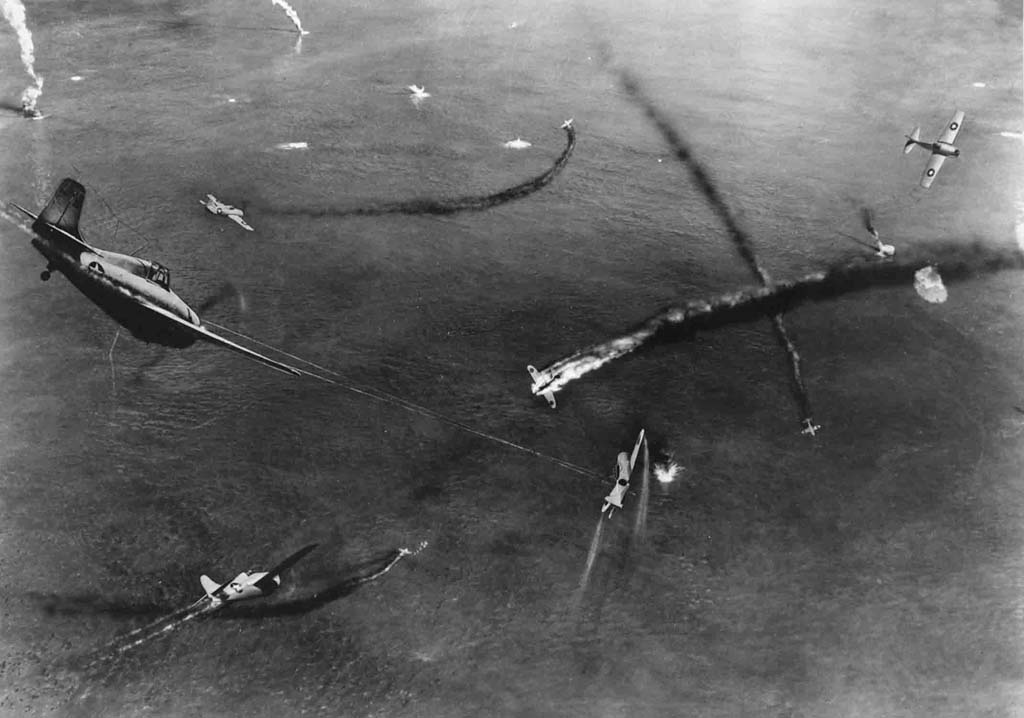
Повітряний бій між американськими та японськими літаками. Червень 1942

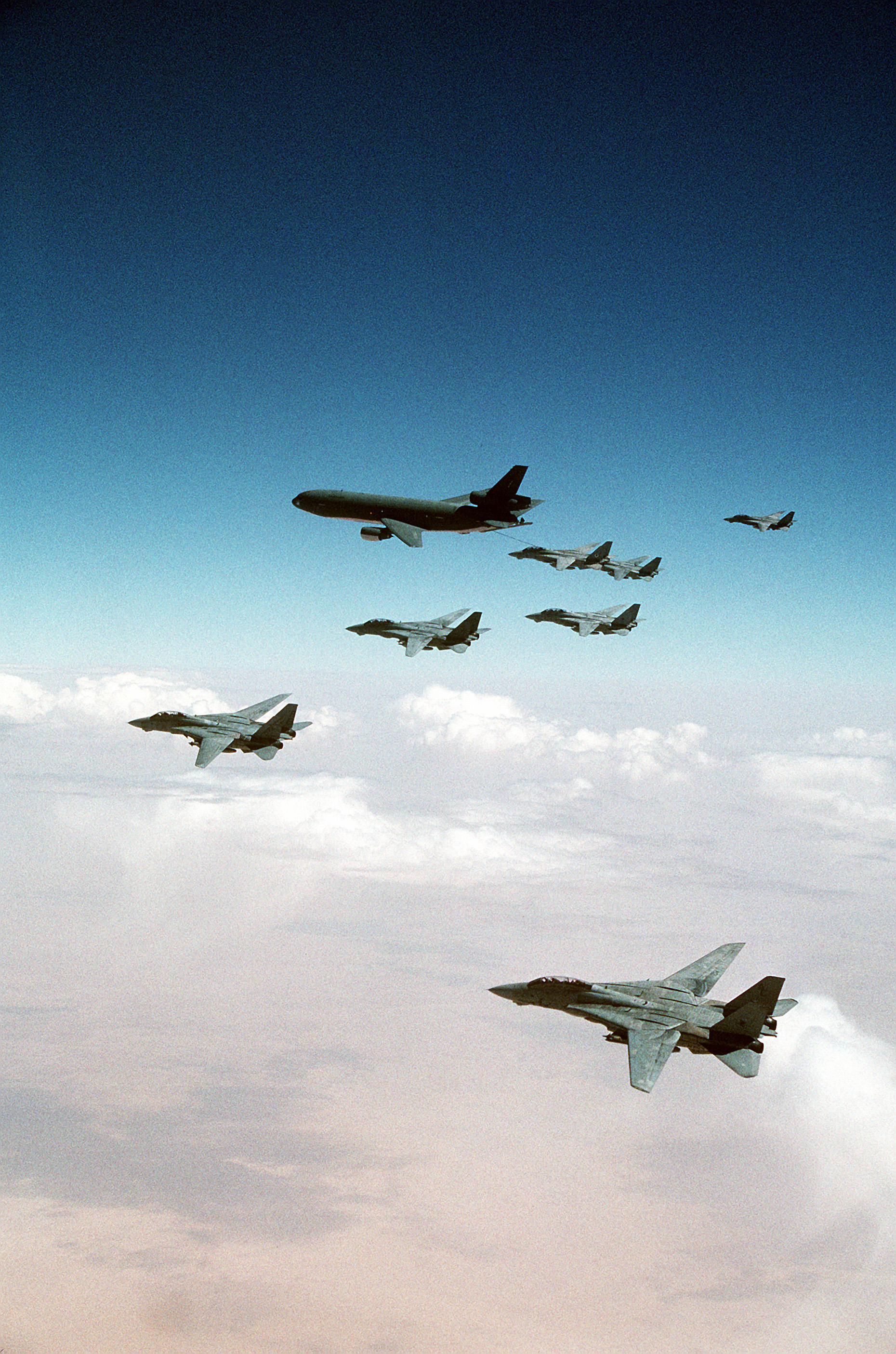
Літаки F-14 Tomcat чекають дозаправлення від літака-заправника KC-10A над Перською затокою. Війна в Перській затоці (1990-1991)

Панування в повітрі — вирішальна перевага над противником військової авіації однієї з воюючих сторін у повітряному просторі на театрі воєнних дій або на важливому напрямку. Завойоване панування в повітрі дозволяє сухопутним військам, військово-морським силам, військово-повітряним силам і тилу країни (коаліції країн) виконувати свої завдання без істотної протидії з боку військової авіації і ППО противника.

## Зміст
Вперше поняття «панування в повітрі» з'явилося в роки Першої світової війни у зв'язку з розвитком бойової авіації. Власно термін «панування в повітрі» ввів у вживання італійський військовий теоретик Джуліо Дуе. У 1921 році була опублікована його книга «Панування в повітрі», в якій він стверджував, що авіація повинна грати у війні провідну роль, і авіаудари по державних і економічних центрам противника здатні привести до перемоги. Військове мистецтво, починаючи з 20-х рр., розглядало панування в повітрі, як одне з найважливіших умов, що забезпечують успіх операцій і війни в цілому. Панування в повітрі передбачалося досягати об'єднаними зусиллями авіації, військ ППО країни, ВМС і сухопутних військ.
Основним способом його завоювання вважалося знищення (придушення) авіації противника на аеродромах. Крім того, боротьба за панування в повітрі передбачала знищення авіації противника в повітрі, руйнування підприємств авіаційної і паливної промисловості, а також центрів навчання льотного складу. У ході Другої світової війни, воюючі сторони з перших же днів розгорнули запеклу боротьбу за володіння ініціативою у діях своєї авіації на найважливіших стратегічних напрямках. На радянсько-німецькому фронті у зв'язку з тим, що підприємства авіаційної промисловості сторін розташовувалися, як правило, поза досяжності авіації противника, а масовані авіаційні удари по аеродромах мали епізодичний характер, успіх боротьби за панування в повітрі вирішувалося головним чином в повітряних боях, які за своїми масштабами часто переростали у великі повітряні битви (наприклад, Повітряні бої на Кубані 1943).
У післявоєнний період теорія панування в повітрі отримала подальший розвиток. Необхідність завоювання і утримання панування в повітрі залишається важливим завданням. Для її вирішення необхідний розгром авіаційного угруповання (угруповань) противника, знищення основних сил та засобів та придушення його системи ППО на одному або одночасно на декількох ТВД. Головну роль у завоюванні й утриманні панування в повітрі належить ВПС, проте в боротьбі за панування в повітрі беруть участь і інші види збройних сил країни.
За масштабами панування в повітрі може бути
- стратегічним,
- оперативним або
- тактичним.

Стратегічне панування в повітрі може бути завойовано на одному або декількох ТВД одночасно на період проведення стратегічної операції, кампанії або війни в цілому.
Оперативне панування в повітрі може бути завойоване на окремих, найважливіших операційних напрямках або в смузі дії військ фронту (групи фронтів).
Короткочасне оволодіння ініціативою, створення тактичної переваги в повітрі підрозділами, частинами чи окремими авіаційними формуваннями в обмеженому районі бойових дій, й називається тактичним пануванням в повітрі.
Форми і способи боротьби за панування в повітрі можуть бути різними, тільки їх комплексне застосування, використання можливостей усіх видів збройних сил, що беруть участь в цій боротьбі, забезпечує успішне завоювання панування в повітрі і утримання його в ході війни.